# 장산중학교 (전남)
장산중학교(長山中學校)는 대한민국 전라남도 신안군 장산면 도창리에 있는 공립 중학교이다.

## 학교 연혁
- 1949년 3월 31일 : 사립 장산중학교 설립 인가
- 1949년 3월 31일 : 설립자 덕은 장동식 선생
- 1982년 3월 26일 : 공립 장산중학교 개교
- 2024년 2월 26일 : 제76회 3명 졸업 (총 졸업자수 4,573명)
- 2024년 9월 1일 : 제23대 김인천 교장 부임

## 참고 자료
- 장산중학교 - 한국교육학술정보원 학교알리미